# Lavras da Mangabeira
Lavras da Mangabeira es un municipio brasileño del estado de Ceará. Se localiza en la microrregión de Lavras de la Mangabeira, mesorregión del Centro-sur Cearense. El municipio tiene cerca de 31 mil habitantes y 993 km².

## Historia

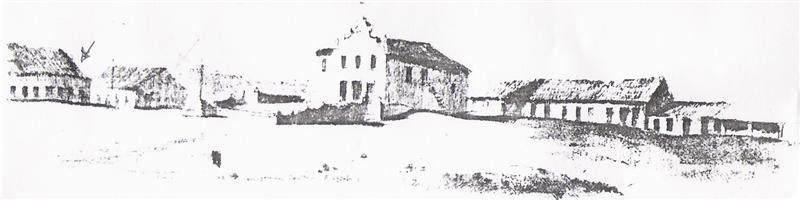
Villa de Sao Vicente de las Lavras

Las tierras localizadas en los márgenes del Jaguaribe-Mirim o río Salgado, eran habitadas por los indios de diversa etnias tales como los Kariri, los Guariús.
Con la definitiva ocupación del territorio de Ceará en el siglo XVII, en la región de los Cariai, llegaron diversas expediciones. Los integrantes de las expediciones militares y religiosos, mantuvieron los primeros contactos con los nativos y catequizaron a los indígenas y los agruparon en aldeas o misiones.

## Geografía

### Clima
Tropical caliente semiárido con un promedio de lluvias media de 908,9 mm con lluvias concentradas de enero a la abril.

### Hidrografía y recursos hídricos
Las principales fuentes de agua forman parte de la cuenca del río Salgado, siendo las principales los riachos Sao Lourenço, del Medio, del Machado, de las Pombas, Unha de Gato y del Rosário y otros tantos. Existen 192 represas, siendo los de gran tipo las represa: de la Extrema, Pau Amarillo y Tres Hermanos.

## Lugares
- Cañón del Río Salgado